# Juho Kusti Paasikivi
Juho Kusti Paasikivi (1887-ig Johan Gustaf Hellsten) (Häme Koski, 1870. november 27.– Helsinki, 1956. december 14.) Finnország 7. elnöke, háromszor a finn kormány élén is állt.

## Élete
Korán árvaságra jutott, 14 éves korától a nagynénje viselte gondját. A fiatal Paasikivi (akkor még Hellsten) jó sportoló és tornász volt, mindemellett kitűnő tanuló is. A nemzeti eszme már fiatalon is nagy hatást gyakorolt rá, jól mutatja ezt az is, hogy a finnesítést zászlajára tűző mozgalom hatására ő is megváltoztatta a nevét.
A Helsinki Egyetemen szerzett jogi diplomát, majd ugyanott egyetemi docensként közigazgatási jogot tanított. Rövid idő múlva azonban már a finn államkincstárban kamatoztatta a tudását, egészen 1914-ig. 
Először 1897-ben házasodott meg, első feleségétől négy gyermeke született. Második feleségével – akivel haláláig élt, de gyermekük nem született –, 1934-ben kötötte össze az életét.

## Politikája
A finn külpolitika atyjaként tisztelik hazájában, hiszen ő indította el Finnországot azon az úton, mely a második világháború után a kiugróan sikeres fejlődést eredményezte.
Egyrészt ellenezte az oroszosítást, és mindent megtett a finnek nemzeti identitásának megőrzéséért, másrészt a tárgyalásos megegyezést részesítette előnyben az erőszakos megoldásokkal szemben.
Az oroszországi forradalom után Finnországban is összecsaptak a fehérek és a vörösök, s Paasikivi a fehérek pártján állt. Kezdetben azt a nézetet vallotta, hogy Németországból kell uralkodót hozni Finnországba, de a németek háborúvesztése után ez a terv füstbe ment. Paasikivi vezette a finn delegációt, mely végül a Szovjetunióval békét kötött.
A második világháború a finn népre is sok szenvedést hozott, de Paasikivi ezúttal is helyes és szerencsés diplomáciai manővereket hajtott végre. A világégést követően Finnország is a szovjet érdekszférába esett, de a finn vezetőknek – élükön Paasikivinek – sikerült előnyös alkukat kötnie Sztálinnal. Habár Paasikivi rengeteg engedményt tett a Szovjetuniónak, elérte, hogy Finnországot nem szállta meg a vörös hadsereg, és korlátok között, de önállóan alakíthatta ki a társadalmi rendjét. (Nem lett „népi demokrácia” vagy „népköztársaság” Finnországból, a helyi kommunisták nem jutottak hatalomra soha, pedig volt erre néhány erőtlen próbálkozás az évek során.)
A finn politika a hidegháború kellős közepén megőrzött bizonyos függetlenséget az országnak. A máig irigyelt gazdasági sikerek sem valósulhattak volna meg a politikai sikerek nélkül. Igaz, időnként erkölcsi áldozatokat kellett hozni mindezért, például 1956-ban, amikor a finnek nem állhattak ki hivatalosan a magyar forradalom mellett, mert ezzel saját el nem kötelezett státuszukat veszélyeztették volna. Paasikivi elveit utódai is hatékonyan alkalmazzák, ami nem csak Finnország fennmaradásához, hanem jólétéhez mind a mai napig hozzájárul.

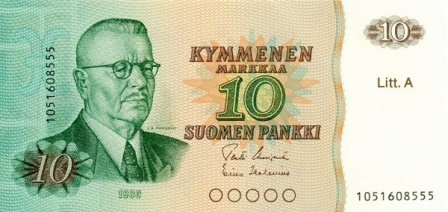
1980-as sorozatú finn 10 márkás bankjegy Juho Kusti Paasikivi portréjával.

## Fordítás
- Ez a szócikk részben vagy egészben  a   Paasikivi című angol Wikipédia-szócikk fordításán alapul.  Az eredeti cikk szerkesztőit annak laptörténete sorolja fel. Ez a jelzés csupán a megfogalmazás eredetét és a szerzői jogokat jelzi, nem szolgál a cikkben szereplő információk forrásmegjelöléseként.
- Ez a szócikk részben vagy egészben  a   Juho Kusti Paasikivi című finn Wikipédia-szócikk fordításán alapul.  Az eredeti cikk szerkesztőit annak laptörténete sorolja fel. Ez a jelzés csupán a megfogalmazás eredetét és a szerzői jogokat jelzi, nem szolgál a cikkben szereplő információk forrásmegjelöléseként.